# سيسوغرام
\

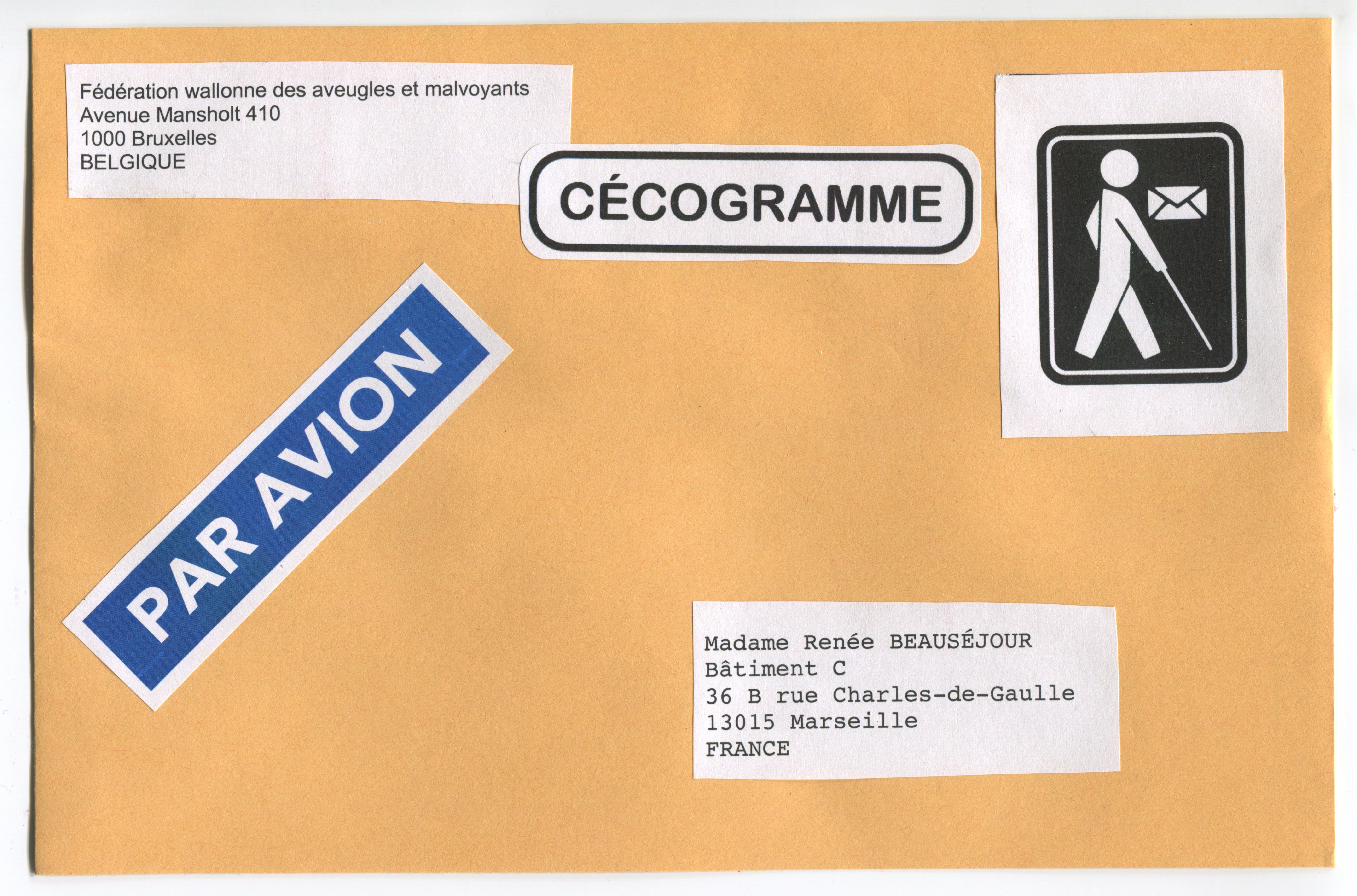
لا تتطلب الأكوام البريدية طوابع بريدية.

السيكوغرام (وتُلفظ:/ˈsiː.koʊ.ɡræm// سي-كو-غرام)، ويُعرف أيضاً باسم "الأدب الخاص بالمكفوفين"، هو رسالة أو طرد يحتوي على مستندات أو مواد مخصصة للأشخاص ذوي الإعاقة البصرية.  يمكن للأشخاص ذوي الإعاقة البصرية إرسال واستلام السيكوغرامات، وكذلك المنظمات التي تقدم المساعدة لهم. السيكوغرامات إما أن تكون معفاة كلياً أو جزئياً من رسوم البريد.

## أصل الكلمة
تأتي كلمة "سيكوغرام" من الكلمة الفرنسية "cécogramme". وترجع جذورها في النهاية إلى الكلمة اللاتينية caecus (أعمى) والكلمة اليونانية grámma (γράμμα؛ حرف، شيء مكتوب).
في اللغة الإنجليزية، توجد تسميات أخرى. يستخدم "الاتحاد البريدي العالمي" مصطلح "مواد للمكفوفين" (وكان يُستخدم سابقاً مصطلح "الأدب الخاص بالمكفوفين")، وتستخدم "رويال ميل" مصطلح "مواد للمكفوفين"، وتستخدم "هيئة البريد الأمريكية" مصطلح "مواد مجانية للمكفوفين".

## الأصل

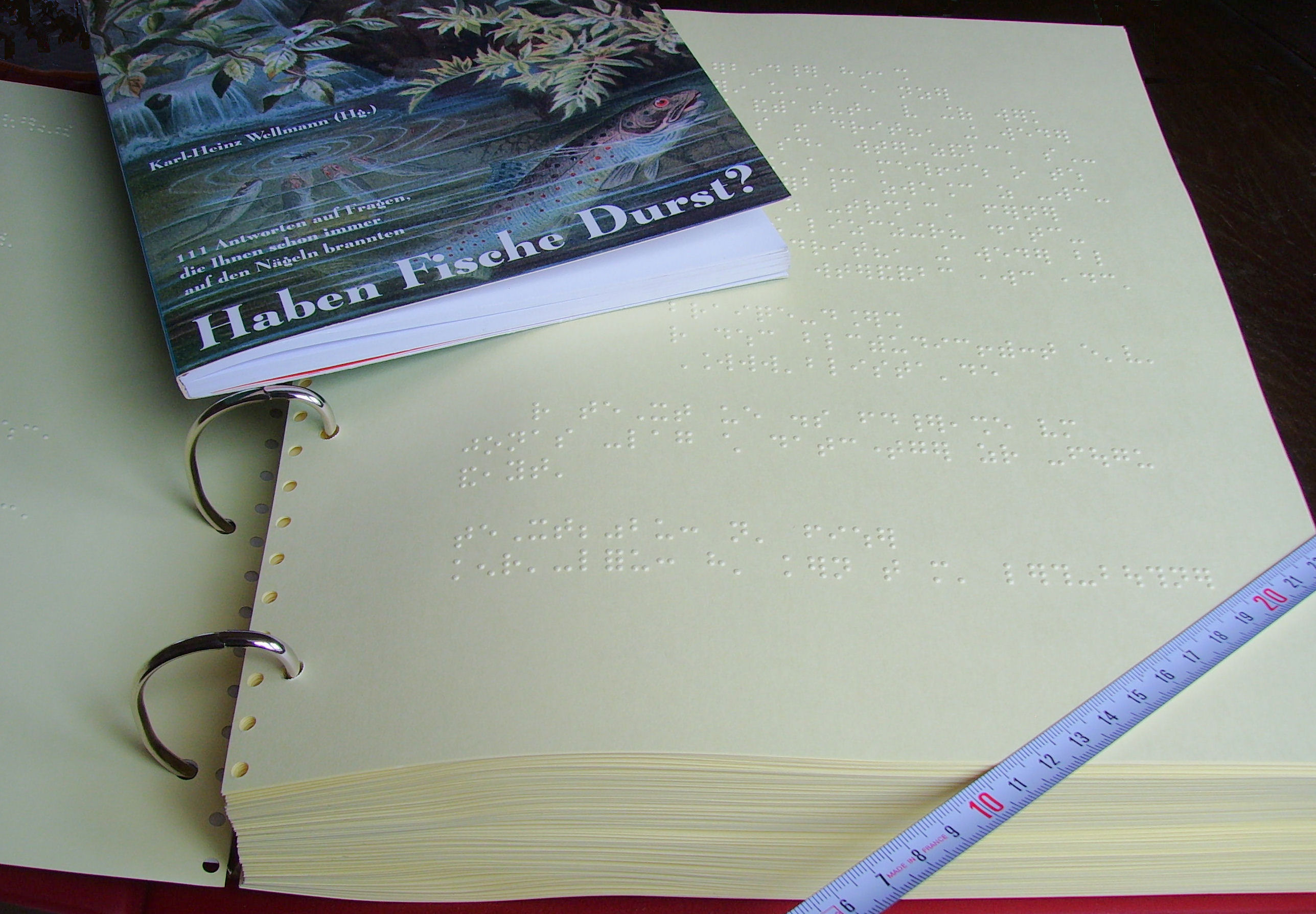
تعتبر كتب برايل أكبر بكثير من الكتب المطبوعة بالحبر. في الصورة أعلاه نسختان من نفس الكتاب؛ الجزء السفلي مطبوع عليه أحرف برايل بارزة، بينما الجزء العلوي يستخدم أحرفًا لاتينية مطبوعة بالحبر.

في القرن التاسع عشر، ومع ظهور أنظمة الكتابة اللمسية مثل طريقة برايل ونظام مون، أصبح لدى الأشخاص ذوي الإعاقة البصرية إمكانية أكبر للوصول إلى الأدب. في هذه الأنظمة، يتم تمثيل الأحرف من خلال رموز بارزة تُقرأ بتمرير أطراف الأصابع فوق الورق.
تتطلب طباعة الأحرف اللمسية استخدام أوراق أكبر وأثقل من تلك المستخدمة في الطباعة بالحبر، ولذلك فإن إرسال كتب تستخدم الأحرف اللمسية بالبريد يكون أكثر تكلفة. وللتخفيف من هذا العبء عن الأشخاص ذوي الإعاقة البصرية، أنشأت العديد من خدمات البريد الوطنية إجراءات تسمح بإرسال الكتب والمواد الأخرى المخصصة لهم مجانًا. في عام ١٨٩٨، أصبحت كندا واحدة من أوائل الدول التي طبّقت مثل هذه الإجراءات من خلال التشريع.
في عام ١٩٥٢، قرر الاتحاد البريدي العالمي إعفاء البريد الذي يحتوي على مستندات مطبوعة بأحرف لمسية للأشخاص ذوي الإعاقة البصرية من رسوم البريد. ومنذ ذلك الحين، أصبحت جميع الدول الأعضاء في الأمم المتحدة ملزمة باحترام هذا الإعفاء. وقد استُخدم مصطلح "سيكوغرام" رسميًا من قبل الاتحاد منذ عام ١٩٦٤.

## التنظيم

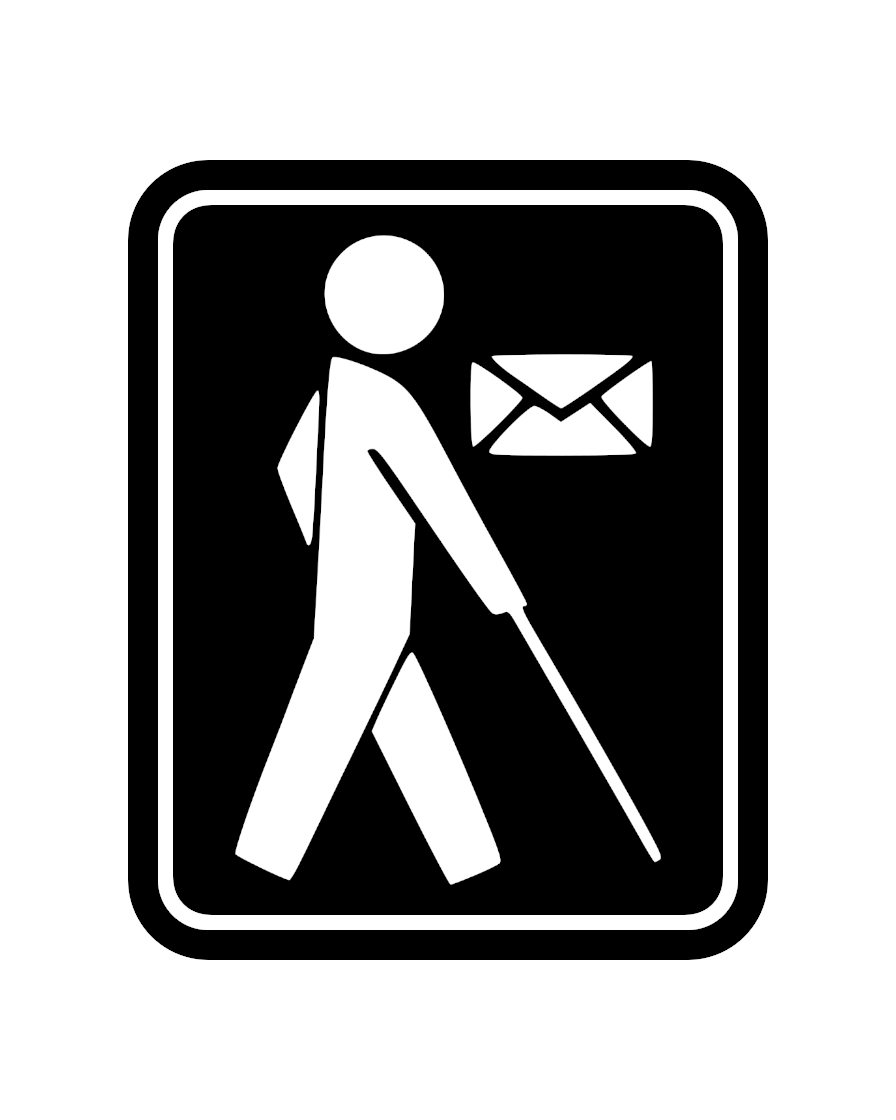
يجب الالتزام بملصق البراز المعدي المعوي المعترف به دوليًا على جميع البراز المعدي المعوي.

يُعرّف الاتحاد البريدي العالمي رسميًا ما يشكّل سيكوغراماً نيابةً عن المجتمع الدولي.
يمكن أن تحتوي السيكوغرامات الحديثة على مستندات بصيغ ورقية ورقمية. وتشمل هذه النصوص المطبوعة بأحرف لمسية، والرسومات اللمسية، والأقراص المدمجة الصوتية، وأجهزة التخزين المحمولة، والأقراص الصلبة. ويمكن أيضاً أن تتضمن عناصر مصممة لمساعدة الأشخاص في التعامل مع تحديات الإعاقة البصرية، مثل العصي البيضاء وساعات برايل.
وعلى عكس الرسائل والطُرُد العادية، يجب أن تكون السيكوغرامات سهلة الفتح والإغلاق. يقوم موظفو البريد عادةً بفحص محتويات السيكوغرامات للتأكد من عدم إساءة استخدام الإعفاء من رسوم البريد. يُحظر تضمين عناصر في السيكوغرامات لا تكون مخصصة صراحةً للأشخاص ذوي الإعاقة البصرية. يمكن أن يصل وزن السيكوغرام إلى ٧ كيلوغرامات.
ينبغي وضع الرمز الدولي للسيكوغرام — وهو رسم تصويري أبيض على خلفية سوداء يُظهر شخصًا يستخدم عصاً بيضاء — على الجزء الخارجي من أي سيكوغرام. ويجب أن يكون حجمه ٥٢ في ٦٥ ملم. كما يجب الإشارة كتابةً على الغلاف الخارجي إلى أن الرسالة أو الطرد هو سيكوغرام بالفعل.
ولتمكين التواصل بين الأشخاص المبصرين وذوي الإعاقة البصرية، أصبح من الممكن الآن إرسال السيكوغرامات عبر الإنترنت. من خلال نموذج إلكتروني، يُدخل المرسل عنوان المستلم والرسالة، ثم تُطبع الرسالة بطريقة برايل وتُرسل بالبريد. وتُقدم هذه الخدمة، مثل أي خدمة سيكوغرام أخرى، مجانًا عادةً.

## روابط خارجية
- بريد برايل، وهي منظمة بلجيكية غير ربحية ترسل رسائل بريدية مجانية بناءً على طلب مستخدميها (متوفرة فقط باللغات الفرنسية والهولندية والألمانية)
- بريد كندا - أدب للمكفوفين
- البريد الياباني - مواد بريدية للمكفوفين
- البريد السويسري - مواد للمكفوفين